# Heinsdorf (Fläming)
Heinsdorf ist eine wüste Feldmark südlich von Luckenwalde im Landkreis Teltow-Fläming in Brandenburg.

## Geografische Lage
Die genaue Lage der Feldmark ist bislang unbekannt. Experten vermuten sie nordöstlich von Werder, einem Ortsteil der Stadt Jüterbog.

## Geschichte
Das Dorf (villa) Hinrikestorp sive Waltrikestorp erschien erstmals im Jahr 1183 und war zu dieser Zeit nach Dieke eingepfarrt. Ihr ursprüngliches Besitzverhältnis ist unklar. Eine weitere Bezeichnung in diesem Jahr war Heinrikestorp. Die wüsten Feldmarken von Werder und Jänickendorf wurden allerdings vom Kloster Zinna genutzt und daher könnte auch Heinsdorf von den Zisterziensern in Anspruch genommen worden sein. Im Jahr 1480 erschien die Schreibweise vom Heinrichstorpfs acker, vom heinstorph acker, vom heinstorfischen acker. In diesem Jahr ist sie als wüste Feldmark bezeugt und wurde von den zwölf Hufnern aus Werder bewirtschaftet. Jeder besaß ½ Hufe, somit hatte Heinsdorf eine bewirtschaftete Fläche von sechs Hufen. Die sechs Kossäten aus Jänickendorf bewirtschafteten einen weiteren Acker in Heinsdorf. Nach der Reformation übernahm das Amt Zinna im Jahr 1553 die Feldmark. Sie wurde im Jahr 1568 (mindestens) von neun Kossäten aus Jänickendorf aus genutzt. Im Jahr 1708 waren es Bauern aus Werder, die die Marck Heinstorff in unbekannter Größe nutzten. Sie ging anschließend in den Feldmarken von Werder und Jänickendorf auf und wurde nicht wieder besiedelt.